# Amelanchier intermedia
Amelanchier intermedia är en rosväxtart som beskrevs av Édouard Spach. Amelanchier intermedia ingår i släktet häggmisplar, och familjen rosväxter. Inga underarter finns listade i Catalogue of Life.